# Otto Weltzien (Politiker)
Otto Ludwig Hans Weltzien (* 14. April 1859 in Schwerin; † 5. Juli 1942 ebenda) war ein deutscher Jurist und Bürgermeister von Schwerin.

## Leben
Otto Weltzien wurde 1859 als Sohn des Hofrats Christian Heinrich Julius Weltzien in Schwerin geboren. Sein Bruder war der Mathematiker und Pädagoge Carl Heinrich Julius Weltzien. Nach dem Besuch des Gymnasiums in Schwerin absolvierte Weltzien ein Jurastudium; er besuchte die Universitäten Heidelberg, Leipzig, Berlin und war an der Universität Rostock immatrikuliert. Er war Mitglied der Studentenverbindung Leonesia Heidelberg.
Von 1887 bis 1918 war Weltzien Ratsherr in Schwerin. Nachdem er 1918 Zweiter Bürgermeister gewesen war, bekleidete er von 1919 bis 30. Juni 1926 das Amt des Schweriner Oberbürgermeisters. Er engagierte sich für den Flugplatz Schwerin-Görries und bemühte sich um die Entwicklung Schwerins zur Fremdenverkehrsstadt.
Otto Weltzien war Mitglied des Kyffhäuserbunds. Er wurde 1926 zum Ehrenbürger der Stadt Schwerin ernannt. In Görries ist die Otto-Weltzien-Straße nach ihm benannt.

## Auszeichnungen
- Greifenorden (Kronenkreuz)
- Hausorden der Wendischen Krone
- Gedächtnismedaille für Großherzog Friedrich Franz III.
- Friedrich-Franz-Alexander-Kreuz
- Verdienstkreuz für Kriegshilfe